# Кастеньято
Кастеньято (італ. Castegnato) — муніципалітет в Італії, у регіоні Ломбардія, провінція Брешія.
Кастеньято розташоване на відстані близько 450 км на північний захід від Рима, 75 км на схід від Мілана, 11 км на північний захід від Брешії.
Населення — 8317 осіб (2014).
Щорічний фестиваль відбувається другої неділі травня. Покровитель — San Vitale.

## Демографія
Населення за роками:

Станом на 1 січня 2023 року в муніципалітеті офіційно проживало 888 іноземців з 54 країн, серед них 127 громадян країн Євросоюзу та 30 громадян України.

## Сусідні муніципалітети
- Гуссаго
- Оспіталетто
- Падерно-Франчіакорта
- Пассірано
- Роденго-Саяно
- Ронкаделле
- Травальято